# Mohammed Sami Agha
Mohammed Sami Agha (Kandahar, 17 juni 1989) is een Afghaans cricketspeler. Hij maakt onderdeel uit van het Afghaans nationaal cricketteam en speelde van 2011 tot 2012 bij de Afghaanse Cheetahs. Agha behaalde tijdens het Aziatisch kampioenschap cricket 2012 de tweede plaats.